# Диланян, Захар Акопович
Захар Акопович Диланян (6 мая 1995 года, Россия) — российский и армянский футболист, полузащитник.

## Карьера
Воспитанник петербургской спортшколы «Коломяги». Выступал за молодёжный состав «Зенита» и его вторую команду в ПФЛ. В августе 2015 года переехал в Армению, где подписал контракт с клубом Премьер-Лиги «Улисс». Провел только один матч — 15 августа против «Гандзасара» (0:3) — вышел на замену на 63-й минуте вместо перуанца Клаудио Торрехона. Зимой 2016 года «Улисс» снялся с чемпионата Армении, а Дилаян завершил профессиональную карьеру.
Позже стал работать детским тренером в Санкт-Петербурге.